# Deadmau5
deadmau5 (pronunciato dead mouse), pseudonimo di Joel Thomas Zimmerman (Niagara Falls, 5 gennaio 1981), è un produttore discografico e disc jockey canadese.
Zimmerman produce un'ampia varietà di stili all'interno del genere house e altre forme di musica elettronica. Zimmerman è noto per aver lavorato a fianco di molti produttori, come Kaskade, Chris Lake, Wolfgang Gartner e ATTLAS. È anche membro di alcune band, come BSOD e WTF?.
Dal 2008 è presente nella classifica Top100Djs della rivista Dj Magazine con il piazzamento più alto al n°4 nel 2010 e nel 2011, unico artista canadese arrivato nella Top5.

## Biografia
Sua madre Nancy è un'artista visiva, mentre suo padre Rodney è un operaio della General Motors. È il secondo di tre figli, essendo nato tra sua sorella maggiore Jennifer e suo fratello minore Chris. La sua discendenza include radici tedesche, svizzere e inglesi. Zimmerman si è diplomato alla Westlane Secondary School.
La sua carriera musicale è iniziata a metà degli anni 1990, con la quale ha iniziato a creare piccole melodie per chip, fino a evolversi influenzato da suoni trance e IDM. Prima di affermarsi come produttore discografico e dedicarsi a tempo pieno alla musica, Zimmerman ha lavorato per alcuni anni come programmatore informatico. È noto per la sua concezione della musica e dell'evento live: numerose sono state le sue critiche a tutti gli altri produttori che si definiscono DJ (tra i tanti ha litigato pure con Afrojack). Si definisce un produttore e non sopporta essere chiamato DJ: ritiene infatti che il DJ non esista più, e che la vera bravura la si veda nello studio e nelle produzioni di canzoni che piacciano prima a chi le compone e poi a chi le ascolta (forte critica al mondo della musica commerciale ed ai siti di massa, come Beatport).
Nel 2005 fonda con il disc jockey Steve Duda il gruppo BSOD (Better Sounding on Drugs) e nel 2008 fonda con i disc jockey Steve Duda, Tommy Lee e DJ Aero il gruppo WTF?.
Nel 2010 adotta un gatto che ha chiamato Meowingtons. Il gatto è diventato un marchio di molte opere correlate a deadmau5, difatti Zimmerman ha chiamato il suo tour mondiale del 2011 Meowingtons Hax Tour e ha persino messo il suo muso sulla copertina di Album Title Goes Here. Zimmerman ha collaborato con Sol Republic per creare un marchio di cuffie ispirate a Meowingtons.
Zimmerman inizia a frequentare Lindsey Evans poco dopo averla incontrata agli MTV Video Music Awards 2010 nel settembre 2010. Evans si è trasferita a Toronto per convivere con lui. Tuttavia, un anno dopo Zimmerman annuncia la separazione. Nel settembre del 2012, Zimmerman inizia a frequentare Kat Von D, con cui, dopo aver brevemente rotto nel novembre 2012, riaccende rapidamente la relazione. Il 15 dicembre 2012, Zimmerman si propone a Von D su Twitter e annuncia che si sarebbero sposati nell'agosto del 2013 con un matrimonio a tema acquatico. Nel giugno 2013, Von D annuncia tuttavia di aver posto fine al loro fidanzamento. Dal 12 agosto 2017 al 7 giugno 2021 Zimmerman ha un rapporto coniugale con la fidanzata Kelly Fedoni.
Alla fine del 2012 appare su YouTube un demo realizzato da Zimmerman nel 1995 intitolato Can't Remember the Name conferma che questa è stata la prima traccia che abbia mai prodotto, ma ha anche dichiarato che non ha mai avuto una pubblicazione ufficiale.

## Carriera

### 1999-2006: Dred and Karma,Get ScrapedeVexillology
Il singolo in vinile I Don't Want No Other, pubblicato come Dred and Karma (gruppo fondato nel 1999 con Derek Caesar), è la prima uscita ufficiale di Zimmerman.
Il primo remix che Zimmerman abbia mai realizzato viene pubblicato nel 2002, ed è quello di una canzone della band Revenge of the Egg People, intitolata I'm Electric.
Zimmerman pubblica il suo album di debutto nel 2005, intitolato Get Scraped sotto l'etichetta discografica indipendente ZOOLOOK. Le demo Just Before 8bit, Nice Try, Kiddo e Uploading and Downloading contenute in Project 56 (una raccolta di demo prodotte da Zimmerman uscita poi nel 2008) sono state completate e incluse nell'album. Le demo (sempre contenute in Project 56) Bored of Canada, Intelstat e I Forget riappaiono nell'album, insieme a The Oshawa Connection di deadmau5 Circa 1998-2002 (una compilation poi pubblicata nel 2006 sotto lo pseudonimo di Halcyon441).
Nel 2006, Zimmerman pubblica il suo secondo album in studio Vexillology sotto Play Records. Il titolo dell'album prende il nome dallo studio delle bandiere. Questo album è stato il primo ad includere l'influenza tech-house di Zimmerman. Un anno più tardi, sotto la stessa label, pubblica il suo primo EP Full Circle.

### 2007–2008: mau5trap eRandom Album Title
Nel 2007, Zimmerman decide di creare la sua etichetta discografica: la mau5trap, sotto la quale ha pubblicato il suo terzo album in studio Random Album Title insieme a Ultra Records.
Nel 2008, Zimmerman lascia la Play Records. Tuttavia, grazie al suo contratto, la label è stata in grado di rivendicare la proprietà dei brani che aveva realizzato durante il periodo in cui aveva firmato. Ciò ha portato al rilascio della serie di compilation At Play.

### 2009–2011:For Lack of a Better Namee4x4=12
Nel 2009, ha pubblicato il suo quarto album in studio For Lack of a Better Name sotto Ultra Records; l'album contiene due delle canzoni più popolari di Zimmerman: Ghosts 'n' Stuff e Strobe.
Il 16 agosto 2010, Zimmerman ha vinto gli MTV Video Music Awards 2010 come miglior DJ House e gli MTV PUSH come artista della settimana. Ha espresso la sua gratitudine nei confronti di Lady Gaga e David Guetta per aver portato la musica house nella scena pop e aprirgli la strada al mainstream. Agli awards, si è esibito con Jason Derulo e Travie McCoy
Nel 2010, pubblica il suo quinto album in studio 4x4=12 sotto Ultra Records.

### 2012:> album title goes here <
Nel 2012, Zimmerman ha annunciato il suo sesto album in studio Album Title Goes Here. Nel dicembre dello stesso anno, Fuse ha nominato Professional Griefers una delle 40 migliori canzoni del 2012.

### 2013–2014:while(1<2)
Nel 2013, Zimmerman elimina tre anni di musica dal suo account SoundCloud, sostituendoli con l'EP 7. Le tracce di questo EP prendono il nome dalle traduzioni latine dei sette peccati capitali.
Sempre nel 2013, Zimmerman ha firmato con Astralwerks, un'etichetta discografica basata esclusivamente sulla musica elettronica. Zimmerman ha ammesso: "Ho trovato un posto che sa cosa fare della mia musica".
Nel 2014, Zimmerman con queste parole annuncia sul suo account Twitter che il suo tanto atteso nuovo e settimo album in studio è completo: "In poche parole... ho finito il mio album oggi: 2 dischi, 2 continious mixes, 25 tracce e qualcosa di cui sono orgoglioso.", ha annunciato poi tramite il suo sito che l'album sarà intitolato while(1<2) e che sarà pubblicato a giugno dello stesso anno.

### 2016:W:/2016ALBUM/
A fine 2016, Zimmerman pubblica il suo ottavo album in studio, il primo sotto la sua label: W:/2016ALBUM/. Il titolo fa riferimento alla posizione dell'album sul suo computer. L'album è composto da tracce prodotte con un Prophet 10, un sintetizzatore che Zimmerman ha acquistato prima della pubblicazione dell'album. L'album include anche brani su cui stava lavorando dal 2015.
Ha annunciato alla fine del 2016 che avrebbe pubblicato una raccolta composta da brani prodotti tra la fine degli anni novanta e i primi anni 2000. Questo si è rivelato essere Stuff I Used to Do., uscito a inizio 2017.

### 2017-2019:mau5ville, Polare ilcubev3Tour
Nel 2017, Zimmerman ha iniziato un tour chiamato Lots of Shows in a Row con il suo nuovo stage cubev2.1 per promuovere W:/2016ALBUM/. Ha iniziato in Nord America per due mesi e poi nel resto del mondo fino ad ottobre dello stesso anno.
Nel luglio 2018, Zimmerman pubblica l'EP mau5ville: Level 1, contenente, oltre alle proprie tracce, anche tracce prodotte da Getter e i GTA. Seguiranno i successivi mau5ville: Level 2 e 3 tra novembre 2018 e febbraio 2019. Il 25 gennaio 2019, Netflix pubblica il film Polar assieme alla soundtrack omonima prodotta da Zimmerman, contenente tracce originali e rivisitazioni di tracce contenute in while(1<2). Nell'agosto 2019, Zimmerman inizia il cubev3 Tour, in cui si esibisce all'interno di un gigantesco cubo rotante formato da pannelli LED (terza versione del cubo già presentato nel 2010 al Coachella e la sua seconda versione mostrata nel 2017 durante il Lots of Shows in a Row Tour). Nel novembre 2019 Zimmerman pubblica la trilogia di singoli SATRN / COASTED / FALL, pezzi progressive house e techno suonati esclusivamente durante il cubev3 Tour.

### 2020: La reunion dei BSOD e Fortnite
Nell'aprile 2020 Zimmerman ha annunciato la reunion dei BSOD assieme a Steve Duda con un EP intitolato No Way, Get Real e un mix di un'ora pubblicato sul suo canale YouTube. Nel maggio 2020 ha partecipato alla première del Party Royale di Fortnite assieme ai colleghi Dillon Francis e Steve Aoki con un DJ set di 15 minuti. Nello stesso mese, Zimmerman pubblica il singolo Pomegranate con i Neptunes (duo di produttori formato da Pharrell Williams e Chad Hugo), mentre a novembre pubblica il singolo Bridged by a Lightwave in collaborazione con la cantante canadese Kiesza.

### 2021-presente: collaborazioni,Kx5eRetro5pective
Nel corso del 2021 Zimmerman collabora con vari artisti come Wolfang Gartner per Channel 43, Rezz per Hypnocurrency, Lights per When the Summer Dies e i Foster the People per Hyperlandia.
Nel mese di marzo 2022 Zimmerman unisce le forze con Kaskade nel progetto Kx5 pubblicando il singolo di successo Escape e, un anno più tardi, un album omonimo.
Nel febbraio 2024 Zimmerman annuncia Retro5pective: 25 Years of Deadmau5, una serie di concerti per celebrare i venticinque anni di carriera che includono tutti i suoi classici dai tempi di Random Album Title a Kx5.

## Origine dello pseudonimo
La storia inizia quando Zimmerman sta chattando con un amico sul suo computer, fino a quando si spegne inaspettatamente. Quindi Zimmerman inizia a smontare il suo computer e trova un topo morto al suo interno. Zimmerman diviene allora noto come the dead mouse guy (il ragazzo del topo morto) tra i suoi amici. Così prova a cambiare il suo nome in deadmouse in una chat room online, ma il nickname è troppo lungo, quindi lo abbrevia in deadmau5 (maus in tedesco vuol dire topo, e ha la stessa pronuncia inglese, il 5 simboleggia una S).
Zimmerman ha creato il logo noto come mau5head mentre imparava come utilizzare il software di modellazione 3D. Il logo appare in molti design diversi ed è stato mostrato sulla copertina della maggior parte degli album di Zimmerman, con l'eccezione di Vexillology (fino alla sua riedizione). Gli è stata data l'idea di indossare un casco basato sul logo da uno dei suoi amici, Jay Gordon. In un'intervista con CBC Television, Zimmerman ha dichiarato di voler che il suo logo diventi un'icona. I fan partecipano spesso ai concerti di Zimmerman sfoggiando la propria copia della mau5head. Si è esibito per la prima volta sul palco con una mau5head nel gennaio del 2008 ad Halifax, in Nuova Scozia. Ha creato il suo sito ufficiale e ha iniziato a produrre con lo pseudonimo di deadmau5 nel 2002.

## Discografia

### Album in studio
- 2005 – Get Scraped
- 2006 – Vexillology
- 2008 – Random Album Title
- 2009 – For Lack of a Better Name
- 2010 – 4x4=12
- 2012 – Album Title Goes Here
- 2014 – While(1 Is Less Than 2)
- 2016 – W/2016ALBUM/
- 2023 – KX5 (con Kaskade)

### Album di remix
- 2011 – The Remixes
- 2012 – The Re-Edits
- 2019 – Here's the Drop!

### Album dal vivo
- 2011 – Live @ Earl's Count
- 2012 – Meowingtons Hax 2k11 Toronto
- 2020 – Day of the deadmau5 - Live in Chicago

### Raccolte
- 2006 – deadmau5 Circa 1998-2002
- 2006 – A Little Oblique
- 2008 – Project 56
- 2008 – At Play
- 2009 – It Sounds Like
- 2009 – At Play Vol. 2
- 2010 – At Play Vol. 3
- 2010 – For Lack of a Better Album Title
- 2012 – At Play Vol. 4
- 2013 – At Play in the USA Vol. 1
- 2014 – 5 Years of Mau5
- 2014 – At Play Vol. 5
- 2015 – Full Circle & Vexillology
- 2017 – Stuff I Used to Do.
- 2018 – Where's the Drop?
- 2020 – mau5ville: Level Complete

### EP
- 2007 – Full Circle
- 2007 – Everything Is Complicated
- 2012 – The Veldt
- 2013 – 7
- 2018 – mau5ville: Level 1
- 2018 – mau5ville: Level 2
- 2019 – mau5ville: Level 3
- 2024 – Some EP
- 2024 – Jaded
- 2025 – Error5 (dal videogioco Rocket League)

### Colonne sonore
- 2019 – Polar (Music from the Netflix Film)

### Singoli
- 2006 – Full Bloom
- 2006 – Hey Baby (con Melleefresh)
- 2006 – Reduction
- 2006 – I Like Your Music (con Billy Newton-Davis)
- 2006 – Faxing Berlin
- 2007 – Sex, Lies, Audiotape
- 2007 – Tau V1/V2
- 2007 – Stereo Fidelity
- 2007 – Afterhours (con Melleefresh)
- 2007 – Something Inside Me (con Melleefresh)
- 2007 – Outta My Life (con Billy Newton-Davis)
- 2007 – This Noise
- 2007 – Cocktail Queen (con Melleefresh)
- 2007 – Vanishing Point
- 2007 – The Reward is Cheese (con Jelo)
- 2007 – Not Exactly
- 2007 – Arguru
- 2008 – Alone with You
- 2008 – Move for Me (con Kaskade)
- 2008 – Hi Friend! (feat. MC Flipside)
- 2008 – I Remember (con Kaskade)
- 2008 – Attention Whore (con Melleefresh)
- 2008 – Clockwork
- 2008 – Slip
- 2008 – Ghosts 'n' Stuff (feat. Rob Swire)
- 2009 – All U Ever Want (con Billy Newton-Davis)
- 2009 – Dr. Funkenstein
- 2009 – Brazil (2nd Edit)
- 2009 – Word Problems
- 2009 – Bot
- 2009 – Lack of a Better Name
- 2010 – Strobe
- 2010 – I Said (con Chris Lake)
- 2010 – Some Chords
- 2010 – Animal Rights (con Wolfgang Gartner)
- 2010 – Sofi Needs a Ladder (feat. SOFI)
- 2010 – Right This Second
- 2010 – Bad Selection
- 2011 – Raise Your Weapon (feat. Greta Svabo Bech)
- 2011 – HR 8938 Cephei
- 2011 – Fifths
- 2011 – Where My Keys?
- 2011 – Aural Psynapse
- 2012 – Maths
- 2012 – The Veldt (feat. Chris James)
- 2012 – Professional Griefers (feat. Gerard Way)
- 2013 – Telemiscommunications (con Imogen Heap)
- 2013 – Suckfest9001
- 2013 – Channel 42 (con Wolfgang Gartner)
- 2014 – 1981
- 2014 – Seeya (feat. Colleen D'Agostino)
- 2014 – Phantoms Can't Hang
- 2014 – Infra Turbo Pigcart Racer
- 2014 – Avaritia
- 2014 – Thought It Inside Out (con Chris Lake)
- 2016 – Snowcone
- 2016 – Desynchronized
- 2016 – Saved
- 2016 – Beneath with Me (con Kaskade, feat. Skylar Grey)
- 2016 – Let Go (feat. Grabbitz)
- 2017 – Legendary (con Shotty Horroh)
- 2019 – SATRN
- 2019 – Coasted
- 2019 – Fall
- 2020 – Pomegranate (con The Neptunes)
- 2020 – Bridged by a Lightwave (con Kiesza)
- 2021 – Channel 43 (con Wolfgang Gartner)
- 2021 – Nextra
- 2021 – Hypnocurrency (con Rezz)
- 2021 – When the Summer Dies (con Lights)
- 2021 – Hyperlandia (con Foster the People)
- 2022 – Escape (con Kaskade, Hayla)
- 2022 – XYZ
- 2022 – My Heart Has Teeth (con Skylar Grey)
- 2022 – Take Me High (con Kaskade)
- 2022 – Alive (con Kaskade, The Moth and the Flame)
- 2022 – Avalanche (con Kaskade e James French)
- 2022 – When I Talk (con Kaskade e Elderbrook)
- 2023 – Antisec (con YTCracker)
- 2023 – Sacrifice (con Kaskade e Sofi Tukker)
- 2023 – The Veldt Cinema (con Benny Benassi, Gary Go e Bynx)
- 2023 – Infraliminal (con Rezz)
- 2024 – Quezacotl
- 2024 – Familiars (dal videogioco World of Tanks: Blitz)
- 2025 – Jupiter
- 2025 – Endless (con Rebūke ed Ed Graves)
- 2025 – Sixes (dal videogioco Rocket League)

### Remix
- 2006 – Melleefresh, Dirty 30 - Beautiful, Rich & Horny (deadmau5 Remix)
- 2007 – Burufunk, Carbon Community - Community Funk (deadmau5 Remix)
- 2007 – Calvin Harris - Merrymaking at My Place (deadmau5 Remix)
- 2007 – Cirez D - Teaser (deadmau5 Remix Version 1)
- 2007 – The Crystal Method - Cherry Twist (deadmau5 Remix)
- 2007 – Francesco Diaz, Young Rebels - It's Our Future (deadmau5 Remix)
- 2007 – James Talk - Remote (deadmau5 Remix)
- 2007 – Jorgensen, BSD - I Don't Care (deadmau5 Remix)
- 2007 – Hybrid - Finished Symphony (deadmau5 Remix)
- 2007 – Kamisshake - Dark Beat (deadmau5 Remix)
- 2007 – Matt Rock - What U Feel (deadmau5 Remix)
- 2007 – Noir - Super Skunk (deadmau5 Remix)
- 2007 – NuBreed - NuFunk (deadmau5 Remix)
- 2007 – One + One - No Pressure (deadmau5 Remix)
- 2007 – Prime 33 - Burn (deadmau5 Remix)
- 2007 – Purple Code - The Rising (deadmau5 Remix)
- 2007 – Tom Neville - Slide (deadmau5 Remix)
- 2008 – Blendbrank - Synthetic Symphony (deadmau5 Remix)
- 2008 – Bodyrox, Luciana - What Planet You on (deadmau5 Remix)
- 2008 – Carl Cox, Yousef - I Want You (Forever) (deadmau5 Remix)
- 2008 – Clearcut - Breathless (deadmau5 Remix)
- 2008 – Energy 52 - Café del Mar (deadmau5 Remix)
- 2008 – Gianluca Motta, Molly - Not Alone (deadmau5 Remix)
- 2008 – Julien-K - Look at U (deadmau5 Remix)
- 2008 – Marco DeMark, Casey Barnes - Tiny Dancer (deadmau5 Remix)
- 2008 – Mike di Scala - Space & Time (deadmau5 Remix)
- 2008 – Morgan Page - The Longest Road (deadmau5 Remix)
- 2008 – Rachael Starr - To Forever (deadmau5 Remix)
- 2008 – Rogue Traders - Don't You Wanna Feel? (deadmau5 Remix)
- 2008 – Sébastien Léger - Bad Clock (deadmau5 Remix)
- 2008 – Sydney Blu - Give It Up for Me (deadmau5 Remix)
- 2009 – Calvin Harris - I'm Not Alone (deadmau5 Remix)
- 2009 – Medina - You & I (deadmau5 Remix)
- 2010 – Pendulum - Watercolour (deadmau5 Remix)
- 2011 – Foo Fighters - Rope (deadmau5 Remix)
- 2014 – How to Destroy Angels - Ice Age (deadmau5 Remix)
- 2014 – Nine Inch Nails - Survivalism (deadmau5 Remix)

## Videografia

### Videoclip
- Move for Me (2008)
- I Remember (2008)
- Ghosts 'n' Stuff (2009)
- Afterhours (2010)
- Attention Whore (2010)
- This Noise (2010)
- Some Chords (2010)
- Sofi Needs a Ladder (2010)
- Lai (2011)
- The Veldt (2012)
- Professional Griefers (2012)
- Channel 42 (2013)
- Telemiscommunications (2013)
- Beneath with Me (2016)
- Let Go (2016)
- Legendary (2017)
- Monophobia (2018)
- Drama Free (2018)
- 10.8 (2019)
- COASTED (2019)
- Pomegranate (2020)
- When the Summer Dies (2021)
- Familiars (2024)